# KFC Zwarte Leeuw
Ne pas confondre avec le FC Zwarte Leeuw Vilvoorde, un ancien club de football belge disparu en 1948.
Maillots
Dernière mise à jour : 6 août 2018.
Le Koninklijke Football Club Zwarte Leeuw est un club belge de football basé à Rijkevorsel. Le club évolue en Division 3 Amateur lors de la saison 2021-2022. C'est sa 45e saison dans les séries nationales belges.
Entre 1989 et 1993, le club dispute 4 saisons en Division 2, le plus haut niveau qu'il ait atteint.

## Histoire

### Les débuts
Le club est fondé le 25 avril 1926 sous le nom d'Athletiek Club Zwarte Leeuwkens Rijckevorsel. Le 18 novembre 1927, il s'affilie à l'Union Belge de football sous le nom de Zwarte Leeuw Rijckevorsel et reçoit à cette occasion le matricule 1124. Le club ne débute en troisième division régionale que lors de la saison 1930-1931. Après cinq ans, il est promu au niveau supérieur, dont il remporte le titre dans sa série en 1943 pour rejoindre la deuxième provinciale, le plus haut niveau avant les séries nationales à l'époque. Trois ans plus tard, le club est relégué et recule encore d'un cran dans la hiérarchie en 1949. Le club remporte le titre de troisième provinciale en 1955 et remonte en « P2 » pour cinq saisons avant une nouvelle relégation. Accueillant l'ailier gauche Léon Wouters, ancien champion de Belgique avec l'Antwerp FC, qui revient dans sa région natale prester une dernière saison, le club remporte le titre de sa série de 3e Provinciale en 1964. Par la suite, le cercle joue les premiers rôles en deuxième provinciale. L'ambition est de monter en « P1 ». Léo Wpouters accepte le rôle d'entraîneur pendant trois saisons. L'équipe joue bien mais échoue deux fois de suite à la seconde place, en 1970 et 1971. Alors que Wouters cède le flambeau peu avant la fin de saison 72-73, Zwarte Leeuw prend le nom de  FC Rijkevorsel. Sous cette dénomination, il joue de nouveau le titre 19721973, sous la direction de Jozef Borgmans. Il intègre l'élite provinciale anversoise, après deux test-matchs contre l'Excelsior Vorst.
Il faut savoir qu'à cette époque, le « top club » de la région est le Sint-Jozef SK Rijkevorsel monté en Promotion en 1970.

### Accession à la Promotion
Le « matricule 1124 » ne reste qu'une saison en « P1 ». Entraîné par Jozef Peckmans, il termine vice champion provincial derrière le K. SK Hoboken à égalité de points avec Rijsberg Sport. Grâce à deux victoires de plus, le club accède pour la première fois de son histoire à la Promotion, le 4e niveau national. Notons que cette saison-là, redescendu après trois ans en nationales, le « St-Jozef SK » se classe au 5e rang de cette première provinciale. 
Le 18 juin 1975, après une première saison en Promotion conclue à la sixième place, le club change à nouveau de nom et se reprend son nom « historique » de Football Club Zwarte Leeuw. Un an plus tard, il est reconnu « Société Royale » et prend son nom actuel de Koninklijke Football Club Zwarte Leeuw. En championnat, le club aligne les bonnes saisons et se classe toujours dans les sept premiers. Il termine vice-champion en 1978 et quatre fois consécutivement entre 1981 et 1984.
Le FC Zwarte Leeuw devient une valeur sûre des séries nationales où il évolue pendant 33 ans consécutifs.

### Ascension vers la Division 2
Finalement, les joueurs parviennent à décrocher le titre dans leur série en 1987 et accèdent ainsi à la troisième division. Ils continuent sur leur lancée et sont mêlés à la lutte pour le titre jusqu'à la dernière journée avec le Germinal Ekeren, qui décroche les lauriers avec un point d'avance. Ce n'est que partie remise pour le club qui est sacré champion en 1989 et s'ouvre les portes de la Division 2 pour la première fois de son histoire. Considéré en début de saison comme un oiseau pour le chat, le club surprend les observateurs et termine à la troisième place au classement général, synonyme de qualification pour le tour final. Il termine deuxième de cette mini-compétition derrière le KRC Genk et n'est donc pas promu en Division 1.
Cette troisième place reste encore aujourd'hui le meilleur classement historique du Zwarte Leeuw. Le club ne parvient pas à rééditer cette performance et se retrouve au contraire mêlé à la lutte pour le maintien les années suivantes. Après y avoir échappé de peu deux saisons consécutives, la troisième sera fatale à l'équipe qui termine en dernière position en 1993. 

### Chute vers la Promotion et retours en provinciales
Relégué en Division 3, les difficultés sportives continuent pour le club qui doit se battre pour éviter une seconde relégation consécutive. Quatorzième au classement final, il doit normalement disputer les barrages pour assurer son maintien mais grâce à l'élargissement de la deuxième division de seize à dix-huit clubs, il peut se maintenir directement. Le club ne parvient pas à inverser la tendance et est renvoyé en Promotion en 1996 après voir terminé avant-dernier dans sa série.
Le Zwarte Leeuw parvient à se stabiliser dans le subtop de sa série de Promotion. Troisième en 1999, le club est vice-champion l'année suivante et dispute le tour final pour la montée en Division 3 où il est éliminé au premier tour par le KSK Lebbeke. Le club est de nouveau vice-champion en 2001, la septième fois à ce niveau dans l'histoire du club. Il prend part au tour final où il élimine le SK Eernegem au premier tour mais est ensuite battu par le SK Gullegem et n'est donc pas promu.
Par la suite, l'équipe rentre dans le rang et termine plusieurs années de suite en milieu de classement, jusqu'à la saison 2006-2007, conclue à la quatorzième place, synonyme de relégation. Après 33 saisons dans les séries nationales, le club est renvoyé en première provinciale.
Après deux saisons, le club remporte le tour final provincial et remonte en Promotion. Ce retour ne dure que trois ans avant une nouvelle relégation en 2012. Le Zwarte Leeuw remporte le titre de champion provincial douze mois plus tard et remonte directement au niveau national. Les deux saisons qui suivent sont plutôt tranquilles pour le club, qui retrouve le subtop.

## Résultats dans les divisions nationales
Statistiques mises à jour le 9 août 2021 - au terme de la saison 2020-2021

### Palmarès
- 1 fois champion de Division 3 en 1989.
- 1 fois champion de Promotion en 1987.

Le club a également la particularité d'avoir été sept fois vice-champion de Promotion, dont quatre fois consécutivement, ce qui constitue un record en Belgique.

### Bilan
| Niv | Divisions     | Jouées | Titres | TM Up | TM Down |
| --- | ------------- | ------ | ------ | ----- | ------- |
| I   | 1re nationale | 0      | 0      |       |         |
| II  | 2e nationale  | 4      | 0      | 1     |         |
| III | 3e nationale  | 5      | 1      |       |         |
| IV  | 4e nationale  | 32     | 1      | 3     | 1       |
| V   | 5e nationale  | 3      | 0      |       |         |
|     |               |        |        |       |         |
|     | TOTAUX        | 44     | 2      | 4     | 1       |

- TM Up : test-match pour départager des égalités, ou toutes formes de Barrages ou de Tour final pour une montée éventuelle.
- TM Down : test-match pour départager des égalités, ou toutes formes de Barrages ou de Tour final pour le maintien.

### Classement saison par saison
| Ordre               | Saison  | Nom du club        | Niveau                         | Classement final | Remarques                        |
| ------------------- | ------- | ------------------ | ------------------------------ | ---------------- | -------------------------------- |
| 1                   | 1974-75 | FC Rijkevorsel     | Promotion série B              | 6e/16            |                                  |
| 2                   | 1975-76 | FC Zwarte Leeuw    | Promotion série C              | 3e/16            |                                  |
| 3                   | 1976-77 | K. FC Zwarte Leeuw | Promotion série B              | 3e/16            |                                  |
| 4                   | 1977-78 | K. FC Zwarte Leeuw | Promotion série B              | 2e/16            |                                  |
| 5                   | 1978-79 | K. FC Zwarte Leeuw | Promotion série A              | 7e/16            |                                  |
| 6                   | 1979-80 | K. FC Zwarte Leeuw | Promotion série C              | 3e/16            |                                  |
| 7                   | 1980-81 | K. FC Zwarte Leeuw | Promotion série A              | 2e/16            |                                  |
| 8                   | 1981-82 | K. FC Zwarte Leeuw | Promotion série C              | 2e/16            |                                  |
| 9                   | 1982-83 | K. FC Zwarte Leeuw | Promotion série D              | 2e/16            |                                  |
| 10                  | 1983-84 | K. FC Zwarte Leeuw | Promotion série B              | 2e/16            |                                  |
| 11                  | 1984-85 | K. FC Zwarte Leeuw | Promotion série C              | 5e/16            |                                  |
| 12                  | 1985-86 | K. FC Zwarte Leeuw | Promotion série A              | 5e/16            |                                  |
| 13                  | 1986-87 | K. FC Zwarte Leeuw | Promotion série C              | 1er/16           | Champion et promu!               |
| 14                  | 1987-88 | K. FC Zwarte Leeuw | Division 3 série B             | 2e/16            |                                  |
| 15                  | 1988-89 | K. FC Zwarte Leeuw | Division 3 série B             | 1er/16           | Champion et promu!               |
| 16                  | 1989-90 | K. FC Zwarte Leeuw | Division 2                     | 3e/16            | Tour final                       |
| 17                  | 1990-91 | K. FC Zwarte Leeuw | Division 2                     | 14e/16           |                                  |
| 18                  | 1991-92 | K. FC Zwarte Leeuw | Division 2                     | 13e/16           |                                  |
| 19                  | 1992-93 | K. FC Zwarte Leeuw | Division 2                     | 16e/16           | Relégué!                         |
| 20                  | 1993-94 | K. FC Zwarte Leeuw | Division 3 série B             | 14e/16           |                                  |
| 21                  | 1994-95 | K. FC Zwarte Leeuw | Division 3 série B             | 14e/16           |                                  |
| 22                  | 1995-96 | K. FC Zwarte Leeuw | Division 3 série B             | 15e/16           | Relégué!                         |
| 23                  | 1996-97 | K. FC Zwarte Leeuw | Promotion série C              | 7e/16            |                                  |
| 24                  | 1997-98 | K. FC Zwarte Leeuw | Promotion série C              | 5e/16            |                                  |
| 25                  | 1998-99 | K. FC Zwarte Leeuw | Promotion série B              | 3e/16            |                                  |
| 26                  | 1999-00 | K. FC Zwarte Leeuw | Promotion série C              | 2e/16            | Tour final                       |
| 27                  | 2000-01 | K. FC Zwarte Leeuw | Promotion série C              | 2e/16            | Tour final                       |
| 28                  | 2001-02 | K. FC Zwarte Leeuw | Promotion série C              | 6e/16            |                                  |
| 29                  | 2002-03 | K. FC Zwarte Leeuw | Promotion série C              | 10e/16           |                                  |
| 30                  | 2003-04 | K. FC Zwarte Leeuw | Promotion série C              | 11e/16           |                                  |
| 31                  | 2004-05 | K. FC Zwarte Leeuw | Promotion série B              | 11e/16           |                                  |
| 32                  | 2005-06 | K. FC Zwarte Leeuw | Promotion série C              | 6e/16            |                                  |
| 33                  | 2006-07 | K. FC Zwarte Leeuw | Promotion série C              | 14e/16           | Relégué!                         |
| séries provinciales |         |                    |                                |                  |                                  |
| 34                  | 2009-10 | K. FC Zwarte Leeuw | Promotion série C              | 7e/16            |                                  |
| 35                  | 2010-11 | K. FC Zwarte Leeuw | Promotion série C              | 12e/16           |                                  |
| 36                  | 2011-12 | K. FC Zwarte Leeuw | Promotion série C              | 14e/16           | Relégué!                         |
| séries provinciales |         |                    |                                |                  |                                  |
| 37                  | 2013-14 | K. FC Zwarte Leeuw | Promotion série C              | 5e/16            |                                  |
| 38                  | 2014-15 | K. FC Zwarte Leeuw | Promotion série C              | 6e/16            |                                  |
| 39                  | 2015-16 | K. FC Zwarte Leeuw | Promotion série C              | 4e/16            | Promu via tour final             |
| 40                  | 2016-17 | K. FC Zwarte Leeuw | Division 2 Amateur VFV série B | 7e/16            |                                  |
| 41                  | 2017-18 | K. FC Zwarte Leeuw | Division 2 Amateur VFV série B | 14e/16           | Relégué après barrage !          |
| 42                  | 2018-19 | K. FC Zwarte Leeuw | Division 3 Amateur VFV série B | 6e/16            |                                  |
| 43                  | 2019-20 | K. FC Zwarte Leeuw | Division 3 Amateur VV série B  | 10e/16           | Saison arrêtée le 12 mars 2020 ! |
| 44                  | 2020-21 | K. FC Zwarte Leeuw | Division 3 VV série B          | N/A              | Saison annulée !                 |
| 45                  | 2021-22 | K. FC Zwarte Leeuw | Division 3 VV série B          | .../16           |                                  |

## Personnalités

### Anciens dirigeants
- Willy Fransen (1956-2021), président de 2006 à 2021 Information du site Internet officiel du club

### Anciens joueurs connus
- Bart De Roover, international belge à cinq reprises en 1997, a commencé sa carrière à Zwarte Leeuw entre 1985 et 1988.

### Anciens entraîneurs
Le K. FC Zwarte Leeuw dispose d'un entraîneur à temps plein depuis la saison 1942-1943. En voici la liste.
- 1942-1943 : Louis Verboven
- 1943-1945 : pas de compétition
- 1946-1950 : Marcel Van De Velde
- 1950-1951 ?
- 1951-1954 : Frans Van Dooren
- 1954-1956 : Jozef Bols
- 1956-1957 : Jozef Jacobs
- 1957-1958 : Jozef Jacobs, Eugène Dierckx
- 1958-1960 : Eugène Dierckx
- 1960-1961 : Karel Fransen
- 1961-1963 : René Lambrechts
- 1963-1966 : Eugène Dierckx
- 1966-1968 : Edward Van Damme
- 1969-1971 : Léon Wouters
- 1971-1972 : Léon Wouters, Jean Van Vlem
- 1972-1973 : Jozef Borgmans
- 1973-1977 : Jozef Pelckmans
- 1977-1979 : Robert Willems
- 1979-1981 : John Van De Waeren
- 1981-1983 : Jozef Pelckmans
- 1983-1986 : Lucien Olieslagers
- 1986-1988 : Roger Kemland
- 1988-1989 : Eddy Lodewijckx
- 1989-1990 : Vincenzo Briganti
- 1990-1991 : Johan Vercruysse
- 1991-1992 : Johan Vercruysse, Roger Kemland, René Desaeyere
- 1992-1994 : Colin Andrews
- 1994-1996 : Philippe Mesmaekers
- 1996-1997 : Frank De Brouwer, Roger Kemland
- 1997-2000 : Roger Kemland
- 2000-2001 : Louis Beursens
- 2001-2003 : Paul Francken
- 2003-2004 : Donatto Lallo, René Van Gorp
- 2004-2005 : René Van Gorp, Frank Coenen
- 2005-2006 : Frank Coenen
- 2006-2007 : Frank Coenen, Herman Van Den Broeck
- 2007-2008 : Yves Van Borm, Peter Claessens
- 2008-2009 : Serge Geldof
- 2009-2010 : Serge Geldof, Gert Jochems
- 2010-2011 : Gert Jochems, Frank Braeckmans, Bart Willemsen[5]
- 2011-2012 : Bart Willemsen, Ante Tolic[6]
- 2012-2013 : Ante Tolic[7]
- 2013-2014 : Tom Gevers[8]
- 2014-2015 : Michel Kenis, Nicky Hayen, Gert Jochems[9]
- 2015-... : Gert Jochems